# Wrotycz baldachogroniasty
Wrotycz baldachogroniasty, wrotycz podbaldachowy (Tanacetum corymbosum (L.) Sch.Bip.) – gatunek roślin z rodziny astrowatych. Występuje w południowej, środkowej i wschodniej Europie, w zachodniej Azji (po zachodnie Himalaje, Kazachstan i zachodnią Syberię) oraz w północno-zachodniej Afryce. Obecny jest jako gatunek introdukowany w krajach skandynawskich. W Polsce rośnie w Karpatach (subsp. subcorymbosum) oraz na Wyżynie Lubelskiej, Wyżynie Krakowsko-Częstochowskiej, w dolnośląskim i opolskim (subsp. corymbosum).

## Morfologia

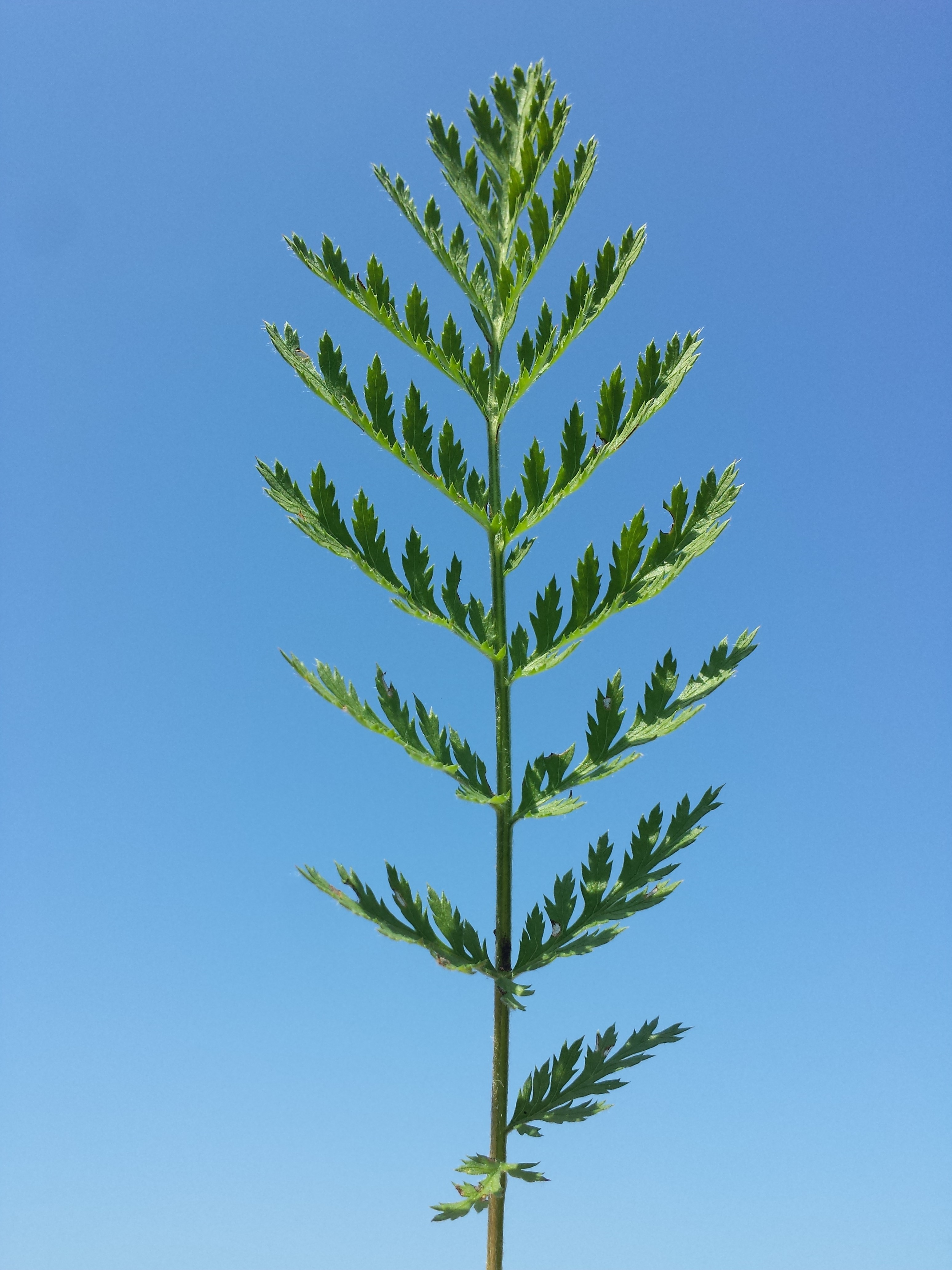
Liść

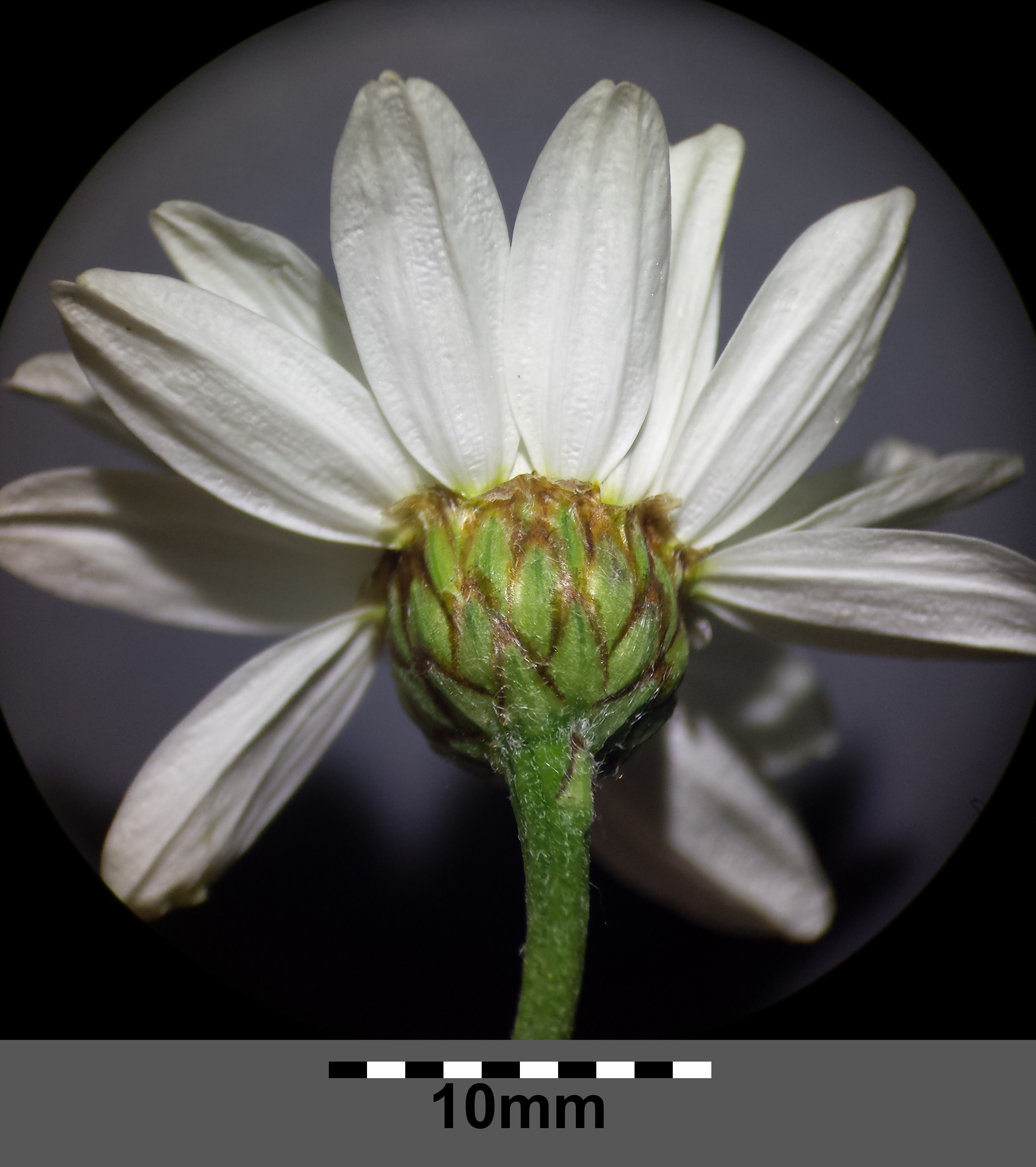
Okrywa kwiatostanu

PokrójKłącze sękate i rozgałęzione, z którego wyrasta jeden lub kilka prosto wzniesionych pędów. Łodygi do 5 mm średnicy, żeberkowane, w dole czerwono nabiegłe, w górze rozgałęziające się (bardzo rzadko nierozgałęzione i zakończone pojedynczym koszyczkiem), osiągające od 25 do 150 cm wysokości. Rośliny pokryte rzadkimi, przylegającymi, pojedynczymi i dwudzielnymi włoskami.
LiścieDolne ogonkowe, górne siedzące, o długości do 15, rzadziej 20 cm, i szerokości do 7 cm. Podługowate do lancetowatych, pojedynczo lub podwójnie pierzastosieczne. Odcinki do 4 cm długości, pierzastodzielne, z łatkami i ząbkami od lancetowatych do jajowatych, piłkowanymi lub całobrzegimi. Od góry blaszki są zielone i nagie lub prawie nagie, od spodu szare, owłosione silniej na nerwach, poza tym słabo, włoski długie i przylegające.
KwiatyZebrane w kilka do kilkunastu koszyczków o średnicy 2,5–5,5 cm. Okrywa koszyczka półkulista, ok. 1 cm średnicy, słabo owłosiona lub naga. Listki okrywy ułożone dachówkowato z zielonym grzbietem; zewnętrzne z suchym, błoniastym, brunatnym brzegiem. Brzeżne kwiaty języczkowate, białe, w jednym szeregu, u nasady z rurką do 2 mm i języczkiem do ok. 2 cm długości. Wewnętrzne kwiaty rurkowate, żółte, o długości 1,5 do 3 mm.
OwoceBrunatne i walcowate niełupki, z 5 żeberkami, do 4 mm długości i 1 mm szerokości. Na szczycie z błoniastym rąbkiem kielichowym o długości do ok. 1 mm.

## Biologia i ekologia
Bylina kwitnąca od czerwca do sierpnia. Rośnie w miejscach słonecznych, na glebach zasobnych w węglan wapnia w murawach kserotermicznych i świetlistych dąbrowach.

## Zmienność
W obrębie gatunku wyróżnia się cztery podgatunki:
- Tanacetum corymbosum subsp. cinereum (Griseb.) Grierson
- Tanacetum corymbosum subsp. corymbosum
- Tanacetum corymbosum subsp. daucifolium (Pers.) Iamonico
- Tanacetum corymbosum subsp. subcorymbosum (Schur) Pawł.